# Broadway Barn Dance

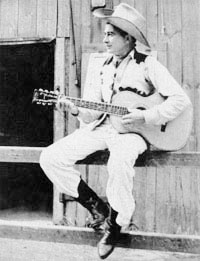
Tex Fletcher

Der Broadway Barn Dance war eine US-amerikanische Country-Sendung, die von WOV aus New York City, New York State, gesendet wurde.

## Geschichte

### Vorgeschichte
Anfang der 1940er-Jahre entwickelte sich in den Großstädten der USA eine Nachfrage an Hillbilly-Musik, da viele ländliche Arbeiter in die Stadt gezogen waren; so auch in New York. Es wurden folglich auch Schallplatten mit Hillbilly-Musik im Radio gespielt und Bands traten live im Radio auf. 1944 entschloss sich WOV, ein Sender aus New York, eine Barn Dance Show einzuführen, um auch die Bewohner, die vom Lande kamen, zu unterhalten.

### Barn Dance am Broadway
Der erste Broadway Barn Dance, wie WOV sein neues Hillbilly-Programm nannte, fand am Samstagabend des 1. Juli 1944 im Palm Garden statt, der an der 54th Street und der 8th Avenue lag. Schon bei der ersten Vorstellung war der Palm Garden, der 1200 Sitzplätze bot, ausverkauft. Der Eintrittspreis lag bei 85 US-Cent für eine Show, von der eine Sequenz von der einer halben Stunde im Radio übertragen wurde und anschließend ein Square Dance stattfand. Am 22. Juli titelte das Magazin Billboard: „Hillbillies win in New York“.
Moderator der Show war Layman Cameron, der schon bei WLW und WOAI gearbeitet hatte. Nach der Show fungierte Cameron auch als Caller. Der Broadway Barn Dance avancierte schnell zu einer der beliebtesten Radiosendungen der Region und zur populärsten ihrer Art. Oftmals waren die Shows Wochen vorher ausverkauft.
Neben lokalen Musikern wie Eddie Smith, Paul Anthony oder Johnny Newton, hatten auch damalige Stars wie Elton Britt, Chester & Lester Buchanan, Bill Brenner und die Circle-B Rangers Gastauftritte im Broadway Barn Dance.
Im November 1944 zog der Broadway Barn Dance in Winthrop Ames Theater an der 44. Straße. Moderator wurde Zeb Carver, der auch als Musiker an der Show teilnahm.
Heutzutage ist der Broadway Barn Dance nicht mehr auf Sendung, da WOV (heute WOR) sein Format zum Nachrichtensender geändert hat.

## Gäste und Mitglieder
- Elton Britt
- Tex Fletcher
- Gully-Jumper Julie-B
- Eddie Smith
- Paul Anthony
- Johnny Newton
- Chester & Lester Buchanan
- Bill Brenner
- The Circle B-Rangers
- Chuck & Ellie Story